# Технички факултет Универзитета у Београду
Технички факултет Универзитета у Београду је био један од четири факултета који су ушли у састав Универзитета у Београду приликом његовог оснивања 1905. године.
Из њега су се развили:
- Архитектонски факултет
- Електротехнички факултет
- Фармацеутски факултет
- Грађевински факултет
- Машински факултет
- Саобраћајни факултет
- Рударско-геолошки факултет
- Технолошко-металуршки факултет

Неки од декана Техничког факултета били су: Бранко Поповић (сликар), Александар М. Леко.